# Phenacodus

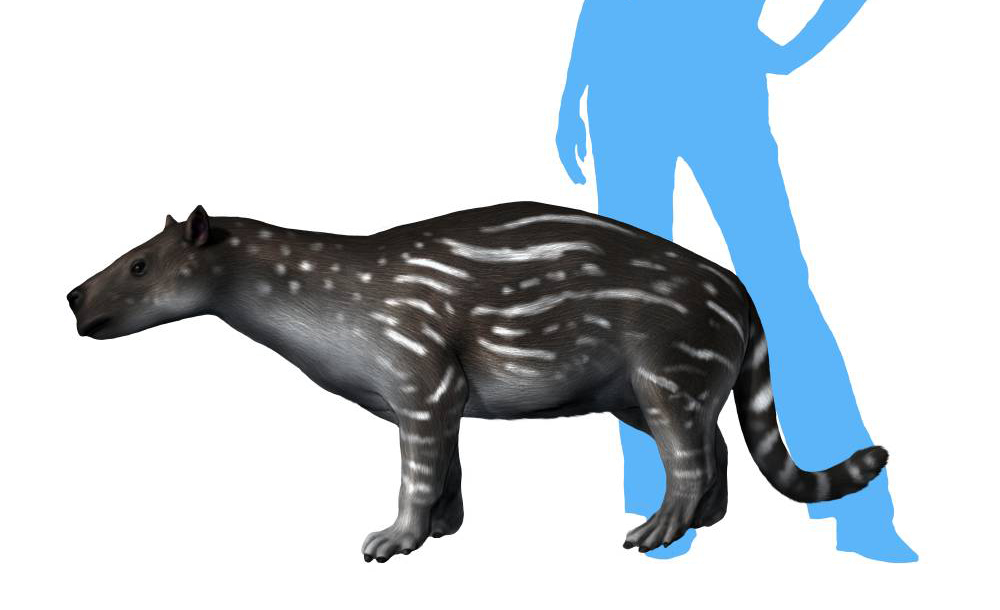
Реконструйована тварина в порівнянні з людиною

Phenacodus — викопний рід ссавців з пізнього палеоцену до середнього еоцену, приблизно 55 мільйонів років тому. Це одне з найдавніших і найпримітивніших парнокопитних, яке є типовим представником родини Phenacodontidae.

## Опис
Типовий Phenacodus primaevus був відносно невеликим унгулятом близько 1.5 м завдовжки та вагою до 56 кг, невеликої статури, з прямими кінцівками, кожна з яких закінчувалася п'ятьма повними пальцями, і ходив пальцеподібно, як у сучасного коня.